# 沙·魯克·罕
沙·魯克·罕（英語：Shah Rukh Khan，發音：[ˈʃɑːɦɾʊx xɑːn] ⓘ，1965年11月2日—）或簡稱SRK，印度男演員、製片人、電視名人及商人。他主要在寶萊塢工作，被媒體稱呼為「寶萊塢之王」（Baadshah of Bollywood）、「罕天王」（King Khan），憑藉出演的眾多電影而贏得無數獎項，其中包括印度電影觀眾獎。他曾被印度政府授予莲花士勋章，並被法國政府授予藝術與文學勳章和榮譽軍團勳章。罕在亞洲和世界各地的印度僑民中擁有大批粉絲。就觀眾規模和收入而言，多家媒體將他列為世界上最成功的電影明星一員。他的許多電影的主題包含印度民族認同和與僑民社區的聯繫，或性別、種族、社會和宗教差異及不滿。
罕的職業生涯始於20世紀80年代末出演的多部電視劇，1992年憑藉《瘋狂》首次亮相寶萊塢。他最初因在電影《愛情騙局》和《愛的恐懼》（均1993年）中扮演反派角色而被認可。罕透過主演一連串高票房的浪漫愛情片而奠定了自己的地位，包括《漂洋過海愛上你》（1995年）、《我心狂野》（1997年）、《愛情的證明》（1998年）、《真愛永存》（2000年）、《有時歡笑有時淚》（2001年）、《我們的愛沒有明天》（2003年）、《愛無國界》（2004年）和《火車站上的愛情》（2006年）。其他知名作品如《寶萊塢生死戀》（2002年）、《故土》（2004年）、《加油印度！》（2007年）、《如果·愛在寶萊塢》（2007年）、《天生一對》（2008年）、《我的名字叫可汗》（2010年）與《金奈快车》（2013年）。經過短暫的挫折且中斷主演後，罕2023年憑藉動作驚悚片《寶萊塢之絕地特工》和《亂世勇者》捲土重來，均於印度電影票房史上名列前茅。
罕是製片公司紅辣椒娛樂及其子公司的聯合董事長，也是印度板球超級聯賽球隊加爾各答騎士團和加勒比超級聯賽球隊特林巴哥騎士團的共同所有者。罕的慈善事業包括醫療保健和救災，因對兒童教育的支持，2011年榮獲聯合國教科文組織頒發的金字塔獎（Marni award），2018年因倡導婦女及兒童權利而榮獲世界經濟論壇的水晶獎（Crystal Award）。他經常出現在印度文化中最有影響力的人物名單中；2008年，《新闻周刊》將他排入世界上50名最具影響力人物名單。2022年，罕藉由《帝國》雜誌的讀者投票，於史上50位最偉大演員榜上有名；2023年，《時代》雜誌將他評入全球百大人物。

## 早年及家族

### 雙親
沙·魯克·罕的父親米爾·泰姬·穆罕默德·罕（Mir Taj Mohammed Khan）是來自白沙瓦的印度獨立活動家，參與阿卜杜勒·加法尔·汗領導的非暴力抵抗運動真主的侍從，尋求印度的統一及獨立。米爾是阿卜杜勒·加法尔·汗的追隨者，隸屬於印度國大黨；也是印度國民軍少將沙阿·納瓦茲·罕的表兄弟。據沙·魯克·罕所述，祖父米爾·揚·穆罕默德·汗（Mir Jan Muhammad Khan）是來自阿富汗的普什圖人（帕坦人）。但罕在白沙瓦的堂兄弟後來澄清說，自己的家人講印德科語，最初來自喀什米爾，幾個世紀前他們就在此定居在白沙瓦，這與罕的祖父是來自阿富汗的普什圖人的說法相矛盾。罕的父系仍居住在白沙瓦吉薩卡瓦尼集市的沙赫瓦利卡塔勒（Shah Wali Qataal）地區。
1946年，米爾搬到德里，在德里大學學習法律；1947年印度分治時被迫留在德里，直到多年後才返回白沙瓦。罕的母親拉蒂夫·法蒂瑪（Lateef Fatima）是地方法官、高級政府工程師之女。父母於1959年結婚。

### 早年
罕1965年11月2日生於新德里的穆斯林家庭。人生的頭五年在門格洛爾度過，他的外祖父外祖父伊夫蒂哈爾·艾哈邁德（Iftikhar Ahmed）在20世紀60年代擔任該港口的總工程師。罕在推特上將自己描述為「一半是海得拉巴人（母親），一半是帕坦人（父親），還有一些喀什米爾人（祖母）」。
罕在新德里的拉金德拉納加爾社區長大。父親做過各種生意，包括經營一家餐館，一家人在租來的公寓裡過著中產階級生活。罕就讀於德里市中心的聖科倫巴學校，在學習以及曲棍球和足球等體育運動中表現出色，並獲得了學校的最高獎項——榮譽之劍（Sword of Honour）。他最初渴望從事體育業，但因早年的肩傷而無法再參加比賽。相反，年輕時的他出演了舞台劇，並因模仿寶萊塢演員而受到讚譽，自己的偶像包括迪利普·庫馬、阿米塔布·巴强及穆塔茲。他與日後成為寶萊塢演員安姆麗塔·辛格是童年好友兼演藝朋友。罕之後就讀漢斯拉吉學院（1985年至1988年），獲得經濟學學士學位，但大部分時間都在德里戲劇行動團 (Theatre Action Group，TAG) 度過，在此接受貝瑞·約翰的指導學習表演。從漢斯拉吉學院畢業後開始在賈米亞米利亞伊斯蘭大學攻讀大眾傳播碩士學位，但之後為追求演藝事業而離開。在他早期的寶萊塢職業生涯中，也曾就讀過德里國家戲劇學院。
父親1981年死於癌症，母親1991年死於糖尿病併發症。父母去世後，姐姐沙娜茲·拉拉魯克（Shahnaz Lalarukh，生於1960年）深陷抑鬱之中，罕承擔起了照顧她的責任。沙娜茲持續與弟弟及其家人住在孟買的豪宅中。

## 私生活

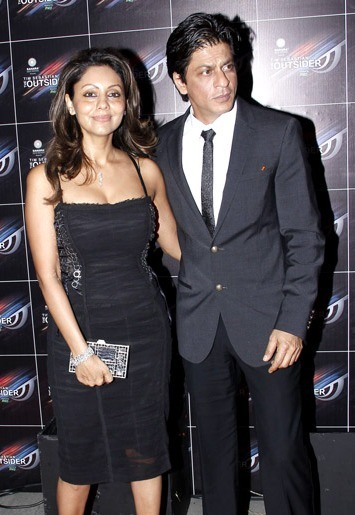
罕與妻子葛莉於2012年

罕在經過六年的求愛後，1991年10月25日在傳統的印度教婚禮上與旁遮普印度教徒葛莉·齊柏結婚。他們起初育有兒子阿里安（生於1997年）及女兒蘇哈娜（2000年）。2013年，夫妻倆透過代孕母親，成為第三個孩子的父母。兩個大孩子都表示有興趣進入娛樂業；罕表示，在美國南加州大学电影艺术学院學習電影製作的雅利安渴望成為編導，而蘇哈娜則在紐約大學蒂施藝術學院學習戲劇及表演，也曾在罕的《零點自信》（2018年）擔任助理導演。據罕所述，雖然自己堅信伊斯蘭教，但他也重視妻子的宗教信仰。他的孩子同時信仰兩種宗教。在他的家中，《古蘭經》就放在印度教諸神的穆諦旁。
罕的出生名雖然為「沙魯克·罕」（Shahrukh Khan），但他更喜歡將自己的名字寫成「沙·魯克·罕」（Shah Rukh Khan），通常縮寫為「SRK」。

## 授勳及獎項
- 藝術與文學勳章
- 法國榮譽軍團勳章

## 備註
1. 1 2  媒體報導沙·魯克·罕之母是印度國民軍少將沙阿·納瓦茲·罕的養女，但被印度陸軍否認[14]。據沙·魯克·罕稱，父親與沙阿·納瓦茲有親戚關係[15]。
2. ↑  罕在受訪時似乎自相矛盾，曾稱自己在門格洛爾生長[27]，但後來證實自己的出生地是德里，人生的前五年是於門格洛爾長大[26]。
3. ↑  安諾帕馬·喬普拉（英语：Anupama Chopra）的2007年書籍給出的日期為1980年9月19日[40]，但罕在2014年的一次採訪中稱日期是1981年10月19日[41]。